# 孫璠
孫璠（3世紀—318年），中國三國時代東吳末代皇帝孫皓的儿子。
《三国志》中记载孙皓封王的儿子34个，但只有四个留下名字（孫瑾、孫虔、孙充、孙璠），还有七个仅仅留下王号，其余23个既没有记载名字，又没有记载王号，所以无法确认孫璠的兄弟排序和王号。东吴灭亡很多年以后，东晋刚刚建立时，晋元帝大兴元年（318年）十一月孫璠反晋，被誅杀。